# جسر سكة حديد

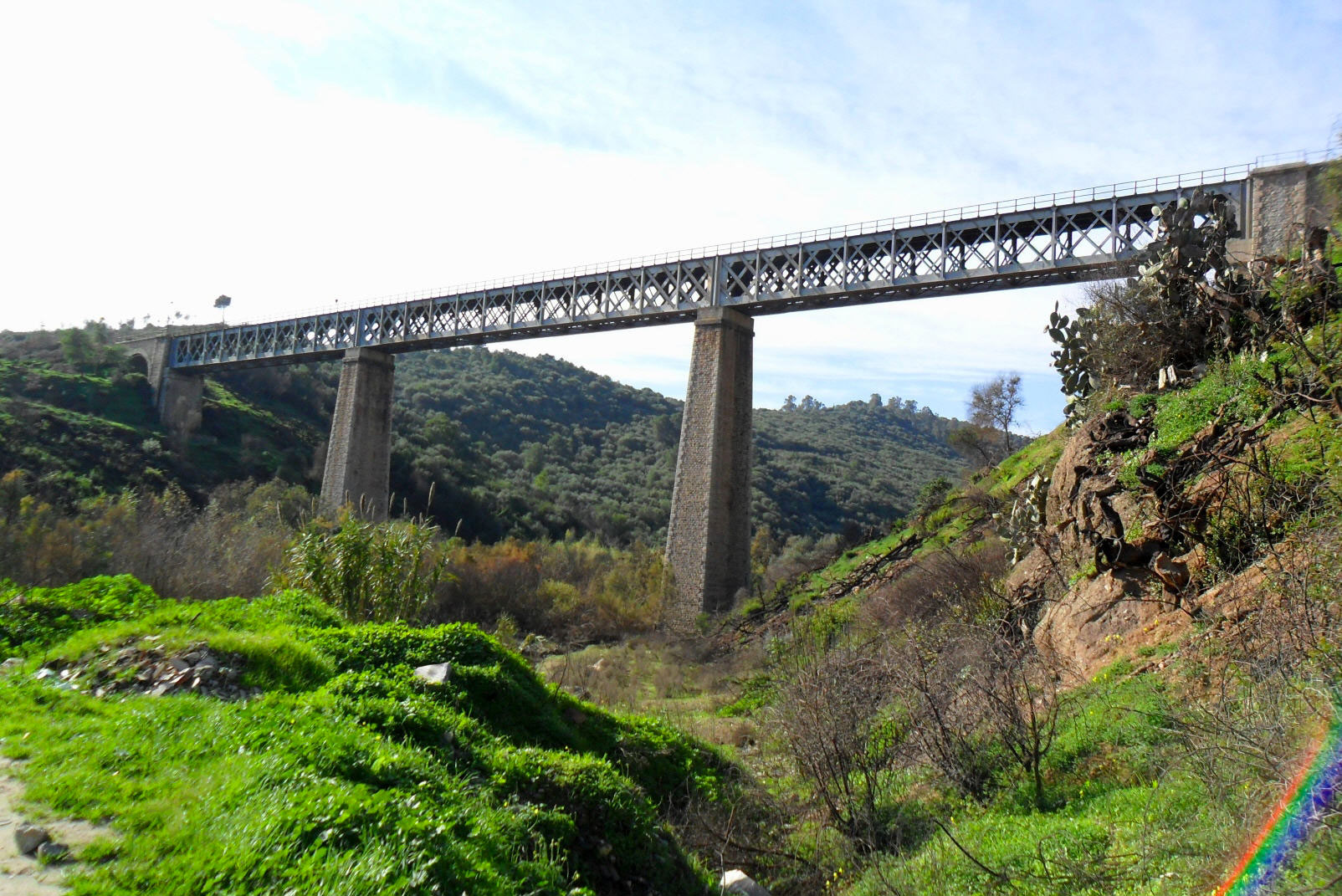
جسر سكة حديد في الجزائر

جسر سكة حديد هو منشأ يستخدم لعبور القطارات من مكان إلى آخر بينهما عائق. قد يكون هذا العائق مائيا أو أرضا وعرة أو منطقة شديدة الانخفاض. يتم إنشاء الجسور من الخرسانة المسلحة أو الصلب أو من مواد أخرى كالخشب أو الحبال.

## الاستخدامات
تستخدم جسور السكك الحديدية في عبور القطارات للمجاري المائية بشكل عام، وبذلك تسخدم الجسور لوصل الجزر المنعزلة ببعضها البعض، كما تستخدم في مد السكك الحديدية في المناطق التي تعوقها المجاري المائية أو المناطق الجبلية الوعرة.
كما أن الجسور تستخدم في نفس الوقت في حمل وتمرير كابلات الكهرباء وأنابيب المياه العذبة وخطوط النفط والغاز.

## مقالات ذات صلة
- جسر ASB الأمريكي

- سكة حديد
- خط سكة حديد
- صيانة خط سكة حديد
- محطة قطار
- سكة حديد جبلية
- سكة حديد مسننة
- جسر علوي
- 2016 في السكك الحديدية
- 2017 في السكك الحديدية
- 2018 في السكك الحديدية
- 2019 في السكك الحديدية
- 2020 في السكك الحديدية
- 2021 في السكك الحديدية